# Macronix
Macronix International es un fabricante de dispositivos integrados en el mercado de la memoria no volátil (NVM). La empresa fabrica productos NOR Flash, NAND Flash y ROMs para los mercados de consumo, comunicación, informática, automoción y redes. Su sede se encuentra en Taiwán.

## Historia
Macronix se estableció en 1989. En 1997, la compañía era un proveedor global de Mask ROM y EPROM.
En 2012, la compañía desarrolló un proceso para prolongar la vida útil de las unidades de estado sólido.
Macronix desarrolló chips de memoria especializados para la industria de electrónica de consumo, incluidos los utilizados en la consola de juegos portátil Nintendo 3DS y los dispositivos portátiles de Samsung.
En 2014, la compañía tenía alrededor de 4500 empleados, y en ese año la empresa estuvo involucrada en una batalla legal por uana infracción de patente sin éxito con el competidor Spansion Inc.
A partir de 2016, Macronix tenía sucursales en Europa, Estados Unidos, Japón, Corea del Sur, Singapur y China, y fue el mayor proveedor de ROMs del mundo. Asimismo, la compañía experimentó pérdidas operativas y una reducción de su calificación crediticia cuando la Bolsa de Valores de Taiwán fue rebajada.